# شب بخیر اوپی
شب‌بخیر اوپی (به انگلیسی: Good Night Oppy) یک فیلم مستند آماده اکران آمریکایی به کارگردانی رایان وایت است.

## خلاصه داستان
داستان واقعی مریخ‌نورد آپورچونیتی، ملقب به اوپی، مریخ‌نورد که در ابتدا انتظار می‌رفت فقط ۹۰ روز زندگی کند. اما در نهایت نزدیک به ۱۵ سال در مریخ کاوشگری کرد.